# Dimajwe
Dimajwe – wieś w Botswanie w dystrykcie Centralnym. Według spisu ludności z 2001 roku wieś liczyła 1017 mieszkańców.